# Al margen de la ley (película de 1989)
Al margen de la ley es una película mexicana de crimen y acción de 1989 dirigida por Fernando Durán Rojas y protagonizada por Fernando Almada, Toño Infante y Edna Bolkan.

## Producción
Fue rodadas en los Estudios América de la Ciudad de México (México D.F.).